# 徐静蕾
徐静蕾（シュー・ジンレイ、1974年4月16日 - ）は、中国の女優、映画監督。北京出身。

## 来歴
映画デビューは高校生の時にエキストラで出演した1993年の『北京バスターズ』。1997年に北京電影学院を卒業し、1998年の『スパイシー・ラブスープ』で本格的に映画デビュー。同年に「大学生が一番恋人にしたい女優」に選ばれる。以後、テレビドラマや映画に出演し、ヒット作こそないものの地道にキャリアを重ね、周迅（ジョウ・シュン）、趙薇（ヴィッキー・チャオ）、章子怡（チャン・ツィイー）と共に四小花旦（四大若手女優）と呼ばれるようになった。
2003年の『ウォ・アイ・ニー』で金鶏奨主演女優賞を受賞。同年の日中合作映画『最後の恋、初めての恋』にもヒロイン役で出演した。同年、自らのポケットマネーで監督・脚本・主演した『私とパパ』で監督デビュー。その後、『見知らぬ女からの手紙』（2004年）、『夢想照進現実（原題）』（2006年）を監督兼出演し、いずれもアート系や文芸映画でありながらそこそこのヒットを収め、以後は女優業より映画監督業を優先している。
2009年には、ジャッキー・チェン主演の『新宿インシデント』に、彼の恋人役で出演した。
ブログも中国で大人気で「ブログの女王」と呼ばにている。2007年7月12日には、ブログの累計アクセス数が1億ページビューを達成した。

## 出演作品

### 映画
- 『北京バスターズ』（北京雑種, Beijing Bastards） (1993)
- （横財險路, 一夜富貴） (1996)
- 『風雲 ストームライダーズ』（風雲 雄覇天下） (1997)
- 『スパイシー・ラブスープ』（愛情麻辣湯, Spicy Love Soup） (1998)
- （忽然丈夫）(1999)
- （我的美麗郷愁） (2002)
- 『恋する地下鉄』（開往春天的地鉄, Spring Subway） (2002) （彩の国さいたま中国映画祭で上映）
- （花眼） (2002)
- 『最後の恋、初めての恋』（最後的愛，最初的愛, Last Love, First Love） (2003)
- 『ヒロイック・デュオ 英雄捜査線』（双雄, HEROIC DUO ） (2003)
- 『ウォ・アイ・ニー』（我愛你, I Love You） (2003)
- 『タイガー』（兄弟, Fidelity） (2004)
- 『傷だらけの男たち』（傷城, Confession of Pain） (2006)
- 『ウォーロード/男たちの誓い』（投名状, THE WARLORDS） (2007)
- 『新宿インシデント』（新宿事件, Shinjuku Incident） (2009)
- 『Go!上海ラブストーリー』（将愛情進行到底, Eternal Moment） (2011) （2011東京／札幌・中国映画週間で上映）
- （越来越好之村晩） (2013)
- （觸不可及） (2014)
- 『記憶の中の殺人者』（記憶大師）（2017）（2017東京／沖縄・中国映画週間で上映）
- （低圧槽）  (2018)

### テレビドラマ
- （同卓的你） (1994)
- （新言情時代） (1994)
- （一場風花雪月的事） (1995)
- （北京愛情故事） (1996)
- （将愛情進行到底） (1998)
- （霹靂菩薩） (1998)
- （龍堂） (1998)
- （財神到） (1999)
- （情書） (1999)
- （讓愛作主） (2000)
- （世紀之戦） (2000)
- （旅“奥”一家人） (2000)
- （堆積情感） (2001)
- （天空下的縁份） (2001)
- （愛如風過） (2002)
- （霹靂菩薩之殺手有情） (2003)
- 『キラメキの季節』（銀色年華） (2004)
- （豆蔻年華） (2005)

## 監督作品
- 『私とパパ』（我和爸爸, My Father and I） 兼出演 (2003) （第16回東京国際映画祭で上映）
- 『見知らぬ女からの手紙』（一個陌生女人的来信, A Letter from an Unknown Woman） 兼出演 (2004)（第17回東京国際映画祭で上映）
- （夢想照進現実, Dreams May Come） 兼出演 (2006)
- 『上司に恋する女』（杜拉拉昇職記, Go LaLa Go!） 兼出演 (2010) （2010東京・中国映画週間で上映）
- （親密敵人） 兼出演 (2011)
- 『あの場所で君を待ってる』（有一个地方只有我们知道）兼出演(2015)
- （綁架者） 兼出演 (2017)